# Paul Bitok
Paul Bitok (* 26. Juni 1970 in Kilibwoni, Nandi District) ist ein ehemaliger kenianischer Langstreckenläufer.
Er erlangte internationale Bekanntheit, als er bei den Olympischen Spielen 1992 in Barcelona die Silbermedaille im 5000-Meter-Lauf gewann. Im Finale wurde er auf der Zielgeraden in Führung liegend noch vom Deutschen Dieter Baumann übersprintet. Am Ende fehlten Bitok, der eine Zeit von 13:12,71 min lief, 19 Hundertstelsekunden zum Sieg.
Bei den Olympischen Spielen 1996 in Atlanta erzielte er ein weiteres Mal den zweiten Rang. Mit einer Zeit 13:08,16 min hatte er diesmal einen Rückstand von 20 Hundertstelsekunden auf den Sieger Vénuste Niyongabo aus Burundi.
Zwei weitere Silbermedaillen errang er im 3000-Meter-Lauf bei den Leichtathletik-Hallenweltmeisterschaften 1997 in Paris und 1999 in Maebashi. Beide Male wurde er vom Äthiopier Haile Gebrselassie geschlagen. Bitok konnte schließlich 2002 bei den Afrikameisterschaften in Tunis eine internationale Goldmedaille gewinnen. In einer Zeit von 13:31,95 min blieb er im 5000-Meter-Lauf vor seinem Landsmann Benjamin Limo und dem Marokkaner Mohammed Amyn.
Paul Bitok hatte bei einer Körpergröße von 1,73 m ein Wettkampfgewicht von 58 kg. Er ist mit der Langstreckenläuferin Pauline Konga verheiratet.

## Bestleistungen
- 1500 m: 3:31,96 min, 17. Juli 2001, Stockholm
- 3000 m: 7:28,41 min, 10. August 1996, Monaco
- 5000 m: 12:58,94 min, 28. Juni 2002, Oslo